# Cristina García Banegas

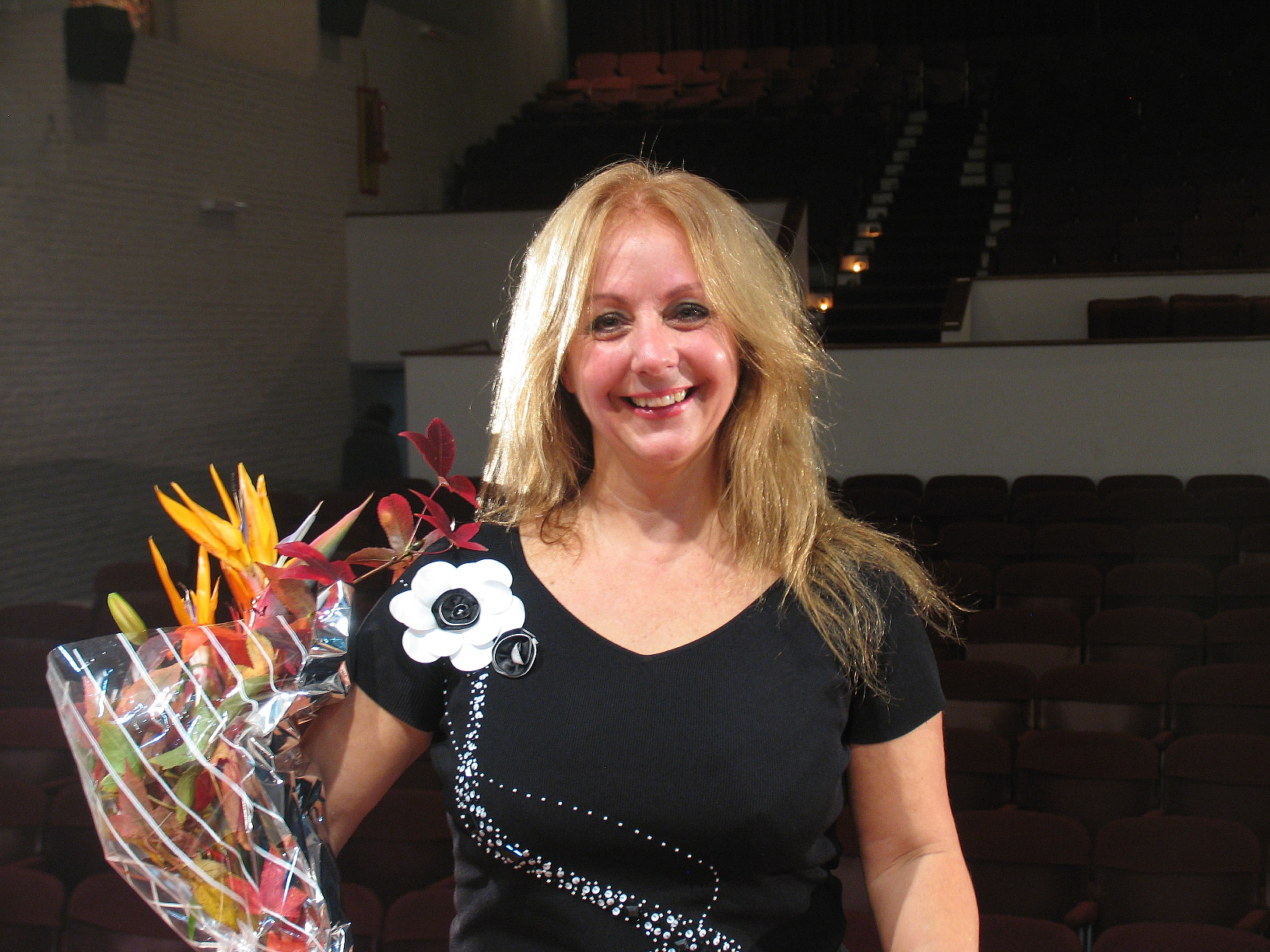
Cristina García Banegas

Cristina García Banegas (* März 1954 in Montevideo) ist eine uruguayische Organistin, Dirigentin und Musikprofessorin.

## Werdegang
Cristina García Banegas wurde in Montevideo geboren, wo sie auch heute lebt. Sie studierte bei Renee Bonnet und Renee Pietrafesa in Montevideo und besuchte Meisterkurse bei Lionel Rogg, Marie-Claire Alain, Montserrat Torrent, Guy Bovet, Luigi Ferdinando Tagliavini, Ton Koopman, Stefano Innocenti, Odille Bailleux, Adelma Gómez, Héctor Zeoli, Jesús Gabriel Segade und Gertrud Mersiovsky. Sie ist Professorin für Orgel an der Escuela Universitaria de Música de Montevideo, Gründerin und Leiterin des Vokalensembles De profundis, Montevideo (gegründet 1987), Gründerin und künstlerische Leiterin des Internationalen Orgelfestivals Uruguay (ebenfalls gegründet 1987), sowie Leiterin der Chorabteilung der englischen Schule Montevideo. Neben ihrer Konzerttätigkeit, die sie regelmäßig nach Europa, Japan, Russland, Israel und in die USA führt, beschäftigt sie sich außerdem mit der Recherche nach antiken Tasteninstrumenten und Vokal- sowie Instrumentalpartituren (16.–18. Jh.) des lateinamerikanischen Kontinents.
Außerdem gibt sie Meisterkurse in Europa, Lateinamerika und den USA.

## Preise und Wettbewerbe
- „Premier Prix de Virtuosite“ am Konservatorium Genf in der Klasse von Lionel Rogg
- „Premier Prix d’Excellence avec Félicitations du Jury“ am Konservatorium Rueil-Malmaison (Paris) in der Klasse von Marie-Claire Alain (1982)
- Echeverría Orgelpreis (Internationaler Wettbewerb Toledo, Spanien, 1981)
- Zweiter Preis beim Internationalen Wettbewerb Ávila 1982
- „Brüderlichkeitspreis 1993“ verliehen durch die Institution B´NAI B´RITH Uruguay, eine Reise nach Israel und Europa beinhaltend
- Ehrenmedaille des Außen- und Kulturministeriums Polens für das „Verdienst an der polnischen Kultur und deren Verbreitung“ (polnische Botschaft, 2004)
- Preis der Stiftung BankBoston zur Nationalen Kultur (2003)
- OBELISK-Preis für das musikalische Lebenswerk, verliehen durch Rotary International zum hundertjährigen Bestehen (2004–2005)
- MOROSOLI-Preis zur „MÚSICA CULTA 2005“
- „PREMIO A LA EXCELENCIA PROFESIONAL“ 2006, Rotary „Pozos del Rey“
- „Frau des Jahres 2006“, verliehen von Juan Herrera Producciones (2007)
- „Alas“ („Flügel“) – Preis für Künstler 2007, verliehen von der Stiftung „InterArte“

## CD-Aufnahmen (Auswahl)

### Aufnahmen des kompletten Orgelwerks von Johann Sebastian Bach
Aufgenommen auf folgenden Orgeln:
- Conservatoire Supérieur de Lyon/Frankreich (Orgel: Gerhard Grenzing, 1992)
- Stadtkirche Zur Gotteshilfe, Waltershausen (Orgel: Heinrich Gottfried Trost, 1727)
- Abadía de Leffe/Belgien (Orgel: Manufacture Thomas, 1996)
- Jesuitenkirche Porrentruy/Schweiz (Orgel: Jürgen Ahrend, 1985)
- Dom zu Freiberg (Orgel: Gottfried Silbermann, 1723)
- Kirche von Kongsberg / Norwegen (Orgel: Gottfried Heinrich Gloger, 1765)
- Hofkirche zu Dresden (Orgel: Gottfried Silbermann, 1752)
- Iglesia de Notre Dame de Gedinne/Belgien (Orgel: Manufacture Thomas, 2002)
- Oude Kerk en Amsterdam/Niederlande (Orgel: Vater/Mueller, 1724)
- Petrikirche Freiberg (Orgel: Gottfried Silbermann, 1732)

### Aufnahmen lateinamerikanischer Orgelmusik
- JOAN BAPTISTE CABANILLES: 1991, aus der Kollektion „El órgano histórico español“ produziert von der staatlichen Gesellschaft Quinto Centenario (Orgel von Santanyì, Jordi Bosch, 1768), Label AUVIDIS/VALLOIS 4647

(gewonnene Schallplattenpreise: Diapason 5, Grand Prix du Disque „Palmares de Palmares“ der Nouvelle Académie Française du Disque; Deutscher Schallplattenpreis Frankfurt)
- AMERICA SECULO XVIII (Lateinamerikanische Orgelmusik aus dem 18. Jh., Orgel Arp Schnitger -1701- der Kathedrale Mariana, Minas Gerais, Brasilien / 1999), Label: Perro Andaluz
- EN LA ZIUDAD DE LOS REYES (2005), Anthologie lateinamerikanischer Orgelmusik der Kolonialzeit (16./17. Jh.) (Orgel Francisco de Sesma (Zaragoza, 1735) der Pfarrkirche von San Pedro in Torrijo del Campo, Teruel)
- ZIPOLI L' AMÉRICAIN: 1993, aufgenommen in Córdoba, Argentinien (Orgel des Museo Provincial Marqués de SobreMonte)
- DE LA MUSIQUE DES CONQUISTADORES AU LIVRE D' ORGUE DES INDIENS CHIQUITOS (Orgel Fray Pedro Matos -1791- des Konvents Santa Clara de Sucre, Bolivien)
- PIAZZOLLA MEETS BACH (aufgenommen 2011 in der Pauluskirche Darmstadt, Schuke-Orgel)

### Aufnahmen mit dem Instrumental- und Vokalensemble „De Profundis“
- LA MESSE DE LA BATAILLE EN NOUVELLE ESPAGNE, lateinamerikanische und europäische vokale sowie instrumentale Kirchenmusik (2001), Label: K 617
- POLYPHONIE EN NOUVELLE Espagne
- NAVIDAD Label: Perro Andalúz
- RETROSPECTIVA Label: Perro Andalúz
- JUAN GUTIÉRREZ DE PADILLA (1590–1664) (Málaga, Spanien/México), Label: Perro Andalúz